# Haplodrassus paramecus
Haplodrassus paramecus är en spindelart som beskrevs av Zhang, Song och Zhu 200. Haplodrassus paramecus ingår i släktet Haplodrassus och familjen plattbuksspindlar. Inga underarter finns listade i Catalogue of Life.